# Pusterské údolí
Pusterské údolí (německy Pustertal, italsky Val Pusteria, ladinsky Val de Puster) je alpské údolí, rozprostírající se východo-západním směrem. 
Německé a italské označení Pustertal, resp. Val Pusteria, se často vztahuje pouze k jeho jihotyrolské části. Tamní obce spolu s obcemi v několika vedlejších údolích tvoří Sdružení obcí Pustertal.

## Geografie
Většina údolí leží v Jižním Tyrolsku (resp. italské autonomní provincii Bolzano), jen nejvýchodnější část ve Východním Tyrolsku (rakouský okres Lienz).
Pusterské údolí samo o sobě netvoří hydrogeografickou jednotku: západní část údolí přes toky Rienzy a dále přes říční systém Adiže spadá do úmoří Jadranu, východní část údolí odvodňuje Dráva, která pokračuje do Dunaje a končí v Černém moři. Toblašské pole, které se nachází přibližně uprostřed údolí, tvoří hranici rozvodí.

## Historie
Než údolí ovládli Římané, žili zde Keltové (kmen Saevatů) a malý počet Raétů. Údolí Pustertal patřilo ke keltskému království Noricum. Údolí mohlo být řídce osídlené. Mezi Olangem a Rasenem se poblíž pohřebiště Windschnur nacházelo raně historické sídliště. Nedaleko dnešního městečka Saint Lorenz stálo keltské oppidum Sebatum a poblíž San Candido malá, pravděpodobně keltská osada Littamum, kterou Římané později přeměnili na silniční stanici. 
K dobytí Římany došlo v roce 15 př. n. l. v průběhu augustovských alpských tažení. Údolím vybudovali silnici Via Julia Augusta, která je dodnes částečně patrná. Po pádu Římské říše se zde usadili Bavoři. V letech 590 až 600 se na Toblacher Feld, nejvýše položené oblasti Pustertalu, odehrály první střety mezi Bavory pod vedením vévody Tassila I., kteří se chtěli rozšířit na jihovýchod, a alpskými Slovany, kteří měli v úmyslu učinit totéž opačným směrem, ale bylo jim v tom zabráněno.
Vzhledem k poměrně časnému germánskému osídlení se v Pustertalu a jeho bočních údolích (s výjimkou Gadertalu) nachází nejvíce germánských názvů statků, polí a míst v Jižním Tyrolsku. Vzhledem k nedostatku pohřebišť se předpokládá, že v letech 700 až 750 n. l. zde bylo velké bavorské sídliště. V roce 769 inicioval vévoda Tassilo III. založení kláštera Innichen za účelem misie Slovanů. Od roku 783 patřila tato část Alta Pusteria k panství Freising (do roku 1803).
Engelbert IV. ze Sieghardingu je znám jako jeden z držitelů hrabství Pustertal. Sňatkem s jeho dcerou Richardis von Lavant získal hrabství Siegfried I. von Spanheim († 1065). Siegfriedův syn Engelbert I. byl v průběhu sporu o investituru v roce 1091 hrabství zbaven a brixenským biskupům bylo císařskou donací svěřeno hrabství, které se rozkládalo od hradu Mühlbacher Klause po hrad Lienzer Klause.
Brixenský biskup Otto von Andechs daroval v roce 1165 svému bratrovi Bertholdovi III. hrabství Pustertal a Norital. Po vymření rodu Andechsů v roce 1248 se hrabství Pustertal dostalo do držení tyrolských hrabat.
V roce 1253 vymřela tyrolská linie a Menhard I. Tyrolský, zeť posledního tyrolského hraběte Alberta III., zdědil mimo jiné Pustertal. Po jeho smrti v roce 1258 si jeho synové Menhard II. Tyrolský a Albert v roce 1271 rozdělili společné panství, přičemž Pustertal připadl Albertovi. Rod Meinhardů vymřel v roce 1500. Podle dědické smlouvy převzal vládu nad oblastí, která byla nyní spojena se zbytkem Tyrolska, Maxmilián I. Habsburský.
Dnešní hranice mezi Itálií a Rakouskem v Pustertalu byla stanovena až v důsledku první světové války, kdy v roce 1920 vstoupila v platnost Saint-Germainská smlouva. Ačkoli podle původního plánu měla hranice probíhat po linii rozvodí (tj. přes Toblacher Feld), Itálie získala i území na východ od něj s městy San Candido a Sexten. Od té doby vede státní hranice úzkým bodem v údolí mezi Winnebachem a Sillianem. 

## Doprava

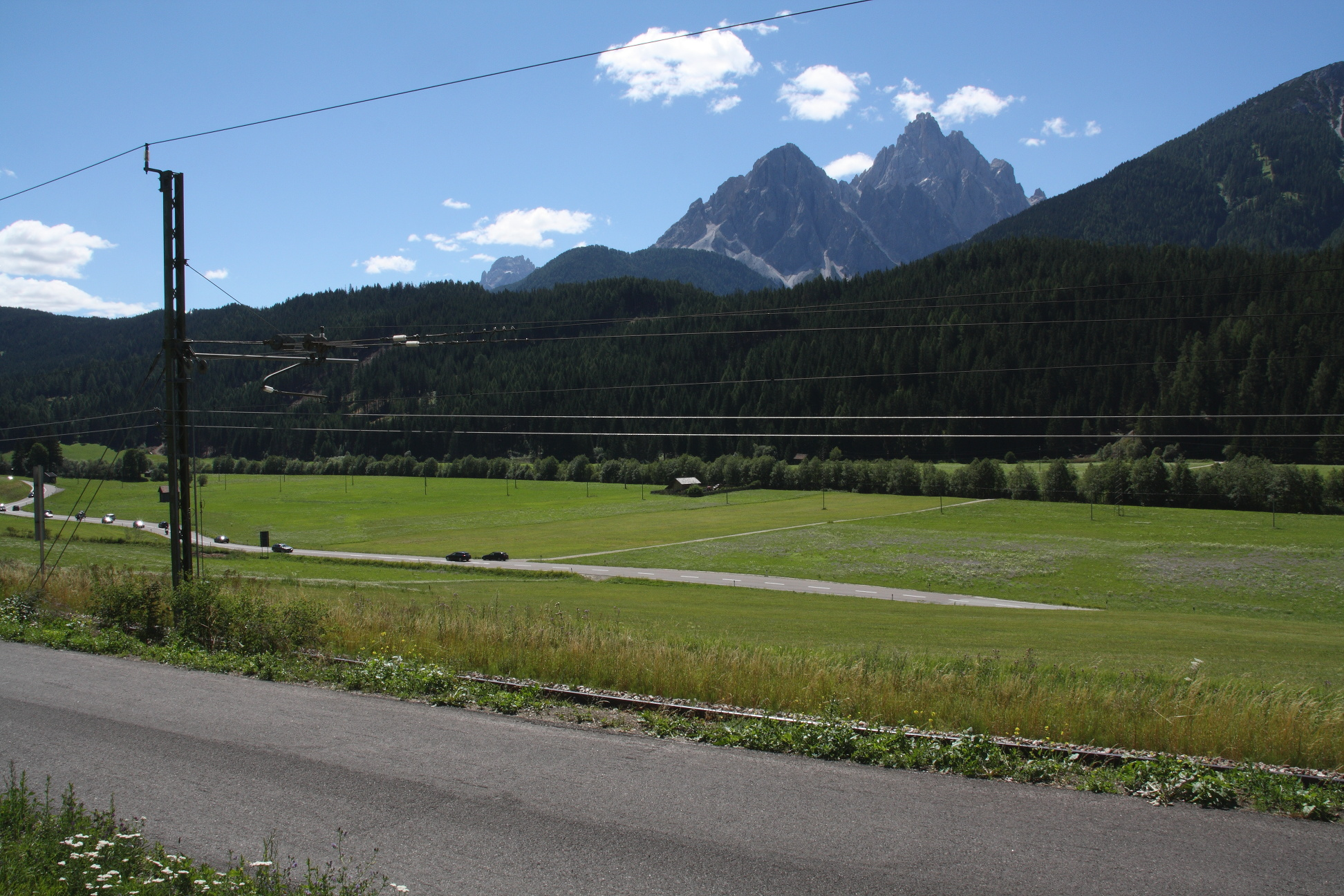
Cyklostezka Drau, Pustertalská železnice a Pustertalská silnice, v pozadí vrchol Dreischusterspitze.

Údolí Pustertal je plně přístupné po státní silnici 49 a drautalské silnici B 100, které jsou společně součástí evropské silnice 66. Železniční doprava probíhá po Pustertalské dráze, která se v San Candido spojuje s Drautalskou dráhou. V Jižním Tyrolsku vede také souvislá cyklostezka známá jako cyklotrasa 3 "Pustertal" a mezi Toblachem (nebo San Candido) a Lienzem také jako Drávská cyklostezka. 

## Etymologie
Jedna prvních z teorií, jejímž autorem je Ignaz Paprion, tvrdí, že název Pusterského údolí má původ ve slovanském výraze „pust“ (neúrodné místo, pustina). Tuto teorii později podpořili další historici, jako např. Josef von Hormayr či slavista Franc Miklošič.